# Ванесса Феррарі
Ванесса Феррарі (італ. Vanessa Ferrari; нар. 10 листопада 1990, Орцинуові, Італія) — італійська гімнастка. Срібна призерка Олімпійських ігор в Токіо, Японія, у вільних вправах. Чемпіонка та багаторазова призерка чемпіонату світу та Європи.

## Спортивна кар'єра

#### 2007
На чемпіонаті світу в Штутгарті, Німеччина, здобула бронзову нагороду у багатоборстві з переломом ноги.

#### 2017
На чемпіонаті світу в Монреалі, Канада, отримала розрив ахіллового сухожилля лівої ноги.

#### 2018—2021
Після операції повернулась до тренувань у липні 2018 року, однак, через набряк стопи змушена була два місяці утриматись від тренувань.
Відбір на Олімпійські ігри 2020 у Токіо, Японія, здійснювала через серію етапів кубка світу, де після восьми етапів з 85 очками посіла друге місце у вільних вправах після американської гімнастки Джейд Кері, яка отримала особисту ліцензію в опорному стрибку, тому стала володаркою особистої ліцензії у вільних вправах.
На четвертих в кар'єрі Олімпійських іграх в Токіо, Японія, у фіналі вільних вправ з 14,200 балів здобула сріблу нагороду, яка стала першою в історії жіночої збірної Італії з 1928 року.

## Результати на турнірах
| Рік  | Змагання                | КБ | ІБ | Опорний стрибок | Різновисокі бруси | Колода | Вільні вправи |
| ---- | ----------------------- | -- | -- | --------------- | ----------------- | ------ | ------------- |
| 2006 | Чемпіонат Європи        | 1  |    |                 |                   |        | 2             |
| 2006 | Чемпіонат світу         |    | 1  |                 | 3                 |        | 3             |
| 2007 | Чемпіонат Європи        |    | 1  |                 |                   |        | 1             |
| 2007 | Чемпіонат світу         |    |    |                 |                   |        | 3             |
| 2008 | Олімпійські ігри        |    | 11 |                 |                   |        |               |
| 2009 | Чемпіонат Європи        |    |    |                 |                   |        | 2             |
| 2012 | Чемпіонат Європи        | 3  |    |                 |                   |        |               |
| 2012 | Олімпійські ігри        | 7  | 8  |                 |                   |        | 4             |
| 2013 | Чемпіонат світу         |    | 6  |                 |                   | 4      | 2             |
| 2014 | Чемпіонат Європи        | 5  |    |                 |                   | 5      | 1             |
| 2014 | Чемпіонат світу         | 5  | 6  |                 |                   |        | 5             |
| 2015 | Чемпіонат світу         | 7  |    |                 |                   |        |               |
| 2016 | Олімпійські ігри        |    | 16 |                 |                   |        | 4             |
| 2017 | Чемпіонат світу         |    |    |                 |                   |        | 8             |
| 2019 | Кубок світу в Мельбурні |    |    |                 |                   |        | 1             |
| 2019 | Кубок світу в Баку      |    |    |                 |                   |        | 3             |
| 2019 | Кубок світу в Досі      |    |    |                 |                   |        | 3             |
| 2020 | Кубок світу в Мельбурні |    |    |                 |                   |        | 2             |
| 2020 | Кубок світу в Баку      |    |    |                 |                   |        | 2             |
| 2021 | Кубок світу в Досі      |    |    |                 |                   |        | 1             |
| 2021 | Кубок світу в Досі      |    |    |                 |                   |        | 1             |
| 2021 | Олімпійські ігри        |    |    |                 |                   |        | 2             |